# Bob Hoskins
Pour les articles homonymes, voir Hoskins.
Ne doit pas être confondu avec Bo Hopkins.
Bob Hoskins, né le 26 octobre 1942 à Bury St Edmunds (Suffolk), et mort le 29 avril 2014 à Londres, est un acteur et réalisateur britannique.
Durant sa carrière d'acteur, il interprète un certain nombre de personnages historiques ou connus, qu'ils soient réels (Benito Mussolini, Winston Churchill, J. Edgar Hoover, Nikita Khrouchtchev ou Lavrenti Beria) ou fictifs (Sancho Panza, Mario, Monsieur Mouche ou Odin).

## Biographie

### Jeunesse
Robert William Hoskins, Jr. grandit dans un milieu populaire. Il arrête sa scolarité à l'âge de 15 ans puis, après avoir vécu de petits boulots, il découvre le théâtre à l'âge de 26 ans.

### Carrière
Il s'impose rapidement dans le milieu, puis décroche des rôles dans des séries télévisées. Il démarre au cinéma en 1972 dans Up the Front de Bob Kellett. Le grand public le connaît surtout pour son interprétation du détective privé officiel des toons Eddie Valiant dans Qui veut la peau de Roger Rabbit, mais il a su incarner avec talent des personnages complexes et inquiétants comme dans Le Voyage de Félicia d'Atom Egoyan.

### Fin de vie
En août 2012, deux mois après la sortie de son dernier film, alors qu’il souffre de la maladie de Parkinson, Hoskins annonce la fin de sa carrière d'acteur. Il meurt d'une pneumonie, le 29 avril 2014 à l'âge de 71 ans.

## Filmographie

### Acteur

#### Cinéma
- 1972 : Up the Front de Bob Kellett : sergent recruteur
- 1973 : The national health de Jack Gold : Foster
- 1975 : Le Froussard héroïque de Richard Lester : agent de police
- 1975 : Inserts de John Byrum : Big Mac
- 1979 : L'Ultime Attaque de Douglas Hickox : Williams
- 1980 : Racket : Du sang sur la Tamise (The Long Good Friday) de John Mackenzie : Harold Shand
- 1982 : The Wall de Alan Parker : le manager
- 1983 : Le Consul honoraire de John Mackenzie : colonel Perez
- 1984 : Signé : Lassiter de Roger Young : inspecteur John Becker
- 1984 : Cotton Club de Francis Ford Coppola : Owney Madden
- 1985 : Brazil de Terry Gilliam : Spoor
- 1986 : Sweet Liberty de Alan Alda : Stanley Gould
- 1986 : Mona Lisa de Neil Jordan : George
- 1987 : The Lonely Passion of Judith Hearne de Jack Clayton : James Madden
- 1987 : L'Irlandais (A Prayer For The Dying) de Mike Hodges : père Da Costa
- 1988 : Qui veut la peau de Roger Rabbit de Robert Zemeckis : Eddie Valiant
- 1990 : Un ange de trop (Heart Condition) de James D. Parriott : Jack Moony
- 1990 : Les Deux Sirènes de Richard Benjamin : Lou Landsky
- 1991 : Le Cercle des intimes de Andrei Konchalovsky : Béria
- 1991 : Troubles de Wolfgang Petersen : Gus Klein
- 1991 : La Montre, la Croix et la Manière de Ben Lewin : Louis Aubinard
- 1991 : Hook ou la Revanche du Capitaine Crochet de Steven Spielberg : Smee (Monsieur Mouche en V.F.)
- 1992 : Un faire-part à part de Charlie Peters : Johnny Scanlan
- 1992 : Blue Ice de Russell Mulcahy : Sam Garcia
- 1993 : Super Mario Bros. de Rocky Morton et Annabel Jankel : Mario
- 1994 : A Century of Cinema : lui-même
- 1995 : Nixon de Oliver Stone : J. Edgar Hoover
- 1995 : Balto chien-loup, héros des neiges de Simon Wells : Voix originale de Boris
- 1996 : L'Agent secret de Christopher Hampton : Verloc
- 1996 : Michael de Nora Ephron : Vartan Malt
- 1997 : Spice World, le film (Spice World) : Geri Déguisée
- 1998 : La Cousine Bette (Cousin Bette) de Desmond Mac Anuff : Cesar Crevel
- 1998 : 24 heures sur 24 de Shane Meadows : Alan Darcy
- 1999 : The White River Kid de Arne Glimcher : frère Edgard
- 1999 : Le Voyage de Félicia de Atom Egoyan : Joseph Ambrose Hilditch
- 1999 : David Copperfield de Simon Curtis : M. Micawber (téléfilm)
- 1999 : A Room for Romeo Brass de Shane Meadows
- 2000 : American virgin de Jean-Pierre Marois : Joey
- 2000 : Don Quichotte de Peter Yates : Sancho Panza (téléfilm)
- 2001 : Last Orders de Fred Schepisi : Ray Johnson
- 2001 : Stalingrad (Enemy at the Gates) de Jean-Jacques Annaud : Nikita Khrouchtchev
- 2001 : Les Aventuriers du monde perdu de Stuart Orme : Professeur George Challenger (téléfilm)
- 2002 : Coup de foudre à Manhattan de Wayne Wang : Lionel
- 2003 : Mafia rouge de James Bruce : Darius Paskevic
- 2003 : Amour interdit de Guy Jenkin : Henry Bullard
- 2003 : The good Pope de Ricky Tognazzi : Pape Jean XXIII (Angelo Giuseppe Roncalli)
- 2004 : Vanity fair, la foire aux vanités de Mira Nair : Pitt the Elder
- 2004 : Beyond the Sea de Kevin Spacey : Charlie Cassotto Maffia
- 2004 : Madame Henderson présente de Stephen Frears : Vivian Van Damm
- 2005 : Le Fils du Mask de Lawrence Guterman : Le Dieu Odin
- 2005 : Danny the Dog de Louis Leterrier : Bart
- 2005 : Stay de Marc Forster : Dr Leon Patterson
- 2006 : Paris, je t'aime de Richard LaGravenese : Bob Leander (9e arrondissement)
- 2006 : Garfield 2 de Tim Hill : Winston (voix)
- 2006 : Hollywoodland d'Allen Coulter : Eddie Mannix
- 2007 : Outlaw de Nick Love : Walter Lewis
- 2007 : Sparkle de Neil Hunter
- 2008 : Doomsday de Neil Marshall : Bill Nelson
- 2008 : Go Go Tales d'Abel Ferrara
- 2008 : Ruby Blue de Jan Dunn
- 2009 : Le Drôle de Noël de Scrooge de Robert Zemeckis : M. Fezziwig / Old Joe
- 2010 : We Want Sex Equality de Nigel Cole : Albert Passingham, le syndicaliste défendant la cause des femmes
- 2011 : Will d'Ellen Perry
- 2012 : Outside Bet de Sacha Bennett
- 2012 : Blanche-Neige et le Chasseur de Rupert Sanders : le nain : Muir

#### Télévision
- 1981 : Othello, de Jonathan Miller : Iago
- 1985 : La Chute de Mussolini (Mussolini and I) d'Alberto Negrin : Benito Mussolini
- 1994 : World War II: When Lions Roared : Winston Churchill
- 1995 à 1999 : The Forgotten Toys : Doublage du personnage de Teddy
- 2000 : Noriega : L'Élu de Dieu (Noriega: God's Favorite) de Roger Spottiswoode : Manuel Noriega
- 2000 : Les aventuriers du Monde Perdu (The Lost World) de Stuart Orme : Professeur Georges Challenger
- 2006 : Le Vent dans les saules (The Wind in the Willows) de Rachel Talalay
- 2008 : The Englishman's Boy de John N. Smith
- 2008 : Pinocchio, un cœur de bois de Alberto Sironi
- 2011 : Neverland de Nick Willing

### Réalisation
- 1988 : The Raggedy Rawney
- 1995 : Les voyageurs de l'arc-en-ciel
- 1996 : Les Contes de la crypte (Tales from the Crypt) (série télévisée, 1 épisode : Fatal Caper)
- 1999 : Tube Tales (en) (segment « My Father the Liar »)

## Distinctions

### Nominations
- British Academy Television Awards 1979 :  Meilleur acteur dans une série télévisée dramatique pour Pennies from Heaven (1978)
- 35e cérémonie des British Academy Film Awards 1982 : Meilleur acteur dans un drame pour Du sang sur la Tamise (Racket)  (1980)
- 37e cérémonie des British Academy Film Awards 1984 : Meilleur acteur pour Le Consul honoraire (1983)
- 59e cérémonie des Oscars 1987 : Meilleur acteur dans un drame pour Mona Lisa (1986).
- 46e cérémonie des Golden Globes 1989 : Meilleur acteur dans une comédie d'animation pour Qui veut la peau de Roger Rabbit (1988).
- 16e cérémonie des Saturn Awards 1990 : Meilleur acteur dans une comédie d'animation pour Qui veut la peau de Roger Rabbit (1988).
- 2e cérémonie des Screen Actors Guild Awards 1996 : Meilleure distribution dans un drame biographique pour Nixon (1995.
- 6e cérémonie des Chlotrudis Awards 1996 : Meilleur acteur dans un drame pour Le Voyage de Félicia (1999).
- Prix du cinéma européen 2005 : Meilleur acteur européen dans un drame pour Last Orders' (2001).
- 5e cérémonie des Satellite Awards 1996 : Meilleur acteur dans un téléfilm pour Noriega : L'Élu de Dieu (Noriega: God's Favorite) (2000).
- 2005 : British Independent Film Awards du meilleur acteur dans une comédie dramatique pour Madame Henderson présente (2004).
- 62e cérémonie des Golden Globes 2005 : Meilleur acteur dans une comédie dramatique pour Madame Henderson présente (2004).
- 13e cérémonie des British Independent Film Awards 2010 : Meilleur acteur dans un second rôle dans un drame historique pour We Want Sex Equality (2010).

### Récompenses
- 1982 : Evening Standard British Film Award du meilleur acteur dans un drame pour Du sang sur la Tamise (Racket)  (1980).
- Festival de Cannes 1986 : Prix d'interprétation masculine dans un drame pour Mona Lisa (1986).
- 1986 : Kansas City Film Critics Circle Awards du meilleur acteur dans un drame pour Mona Lisa (1986).
- Los Angeles Film Critics Association Awards 1986 : Meilleur acteur dans un drame pour Mona Lisa (1986).
- 1986 : Festival international du film de Valladolid du meilleur acteur dans un drame pour Mona Lisa (1986).
- 7e cérémonie des Boston Society of Film Critics Awards 1987 : Meilleur acteur dans un drame pour Mona Lisa (1986).
- 40e cérémonie des British Academy Film Awards 1987 : Meilleur acteur dans un drame pour Mona Lisa (1986).
- 44e cérémonie des Golden Globes 1987 : Meilleur acteur dans un drame pour Mona Lisa (1986).
- 1987 : London Critics Circle Film Awards du meilleur acteur de l’année dans un drame pour Mona Lisa (1986).
- 1987 : National Society of Film Critics Awards du meilleur acteur dans un drame pour Mona Lisa (1986).
- 1987 : New York Film Critics Circle Awards du meilleur acteur dans un drame pour Mona Lisa (1986).
- 1989 : Evening Standard British Film Award du meilleur acteur dans un drame romantique pour The Lonely Passion of Judith Hearne (1987).
- 1989 : Evening Standard British Film Award du meilleur acteur dans une comédie d’aventure pour Qui veut la peau de Roger Rabbit (1988).
- Prix du cinéma européen 1997 : Meilleur acteur européen dans un drame romantique pour 24 heures sur 24 (1997).
- 4e cérémonie des Empire Awards 1999 : Lauréat Prix Lifetime Achievement Award pour l'ensemble de sa carrière.
- 2000 : Genie Awards du meilleur acteur dans un drame pour Le Voyage de Félicia (1999).
- 2001 : National Board of Review Awards de la meilleure distribution dans un drame pour Last Orders (2001) partagée avec Michael Caine, Tom Courtenay, David Hemmings, Ray Winstone et Helen Mirren.
- Festival international du film de Saint-Sébastien 2002 : Lauréat du Prix Dostonia pour l'ensemble de sa carrière.
- 2003 : DVD Exclusive Award du meilleur acteur dans un drame romantique pour Amour interdit (2003).
- 7e cérémonie des British Independent Film Awards : Richard Harris Award.
- Festival de Raindance 2004 : Lauréat du Prix pour l'ensemble de sa carrière.
- 2005 : National Board of Review Awards de la meilleure distribution dans un drame musical pour Madame Henderson présente (2004) partagé avec Judi Dench, Will Young, Christopher Guest, Kelly Reilly, Thelma Barlow, Anna Brewster, Rosalind Halstead, Sarah Solemani et Natalia Tena.
- 2008 : Oxford International Film Festival du meilleur acteur dans un drame pour Ruby Blue (2008).
- 38e cérémonie des International Emmy Awards 2010 : Meilleure performance d'acteur dans une série télévisée dramatique pour The Street (2006)

## Voix françaises

### En France
| - Marc de Georgi (*1931 - 2003) dans : - Cotton Club - Signé : Lassiter - Mona Lisa - Qui veut la peau de Roger Rabbit - Un faire-part à part - Les Aventuriers du monde perdu (téléfilm) - Michel Fortin (*1937 - 2011) dans : - Nixon - Michael - Coup de foudre à Manhattan - Madame Henderson présente - Stay - Gérard Boucaron dans : - Beyond the Sea - Danny the Dog - Hollywoodland - Outlaw - Le Drôle de Noël de Scrooge - Mario Santini (*1945 - 2001) dans : - Les Deux Sirènes - Le Cercle des intimes - Hook ou la Revanche du capitaine Crochet - Patrick Messe dans : - Blue Ice - Mafia rouge - Amour interdit | - Daniel Russo dans : - Brazil - Super Mario Bros. Et aussi - Jacques Balutin dans Le Froussard héroïque - Jacques Dynam (*1923 - 2004) dans Inserts - Michel Barbey dans L'Ultime Attaque - Henry Djanik (*1926 - 2008) dans Du sang sur la Tamise - Serge Lhorca (*1928 - 2012) dans Le Consul honoraire - Philippe Dumat (*1925 - 2006) dans L'Irlandais - Philippe Nicaud (*1926 - 2009) dans Un ange de trop - Michel Prud'homme dans Troubles - Patrick Préjean dans Balto (voix) - Pierre Vernier dans L'Agent secret - Christian Pélissier dans The White River Kid - Jacques Frantz (*1947 - 2021) dans Stalingrad - Bernard-Pierre Donnadieu (*1949 - 2010) dans Vanity fair, la foire aux vanités - Féodor Atkine dans Le Fils du Mask - Roger Lumont dans Garfield 2 (voix) - Vincent Grass dans Doomsday - Gabriel Le Doze dans Pinocchio, un cœur de bois - Jean-François Aupied dans We Want Sex Equality - Michel Robin (*1930 - 2020) dans Blanche-Neige et le Chasseur |